# Чемпионат Беларуси по шашечной композиции 2007
Чемпионат Белоруссии по шашечной композиции 2007, оригинальное название — Первый этап XIV чемпионата Беларуси по шашечной композиции — национальное спортивное соревнование по шашечной композиции. Организатор — комиссия по композиции Белорусской Федерации Шашек.

## О турнире
Начиная с 1991 года, белорусские чемпионаты стали проводиться раз в два года, при этом разделив соревнования по русским и международным шашкам на ежегодные этапы чемпионата. Суммирования очков этапов не производилось. Таким образом, в XIV чемпионате Беларуси по шашечной композиции на 1-м этапе соревновались в русские шашки, а на следующий год, в 2008-м, на 2-м этапе — в международные.
Соревнования проводились в 4 дисциплинах: миниатюры, проблемы, задачи, этюды.
Лучшим стал Василий Гребенко, завоевавший медали всех достоинств.
По две медали выиграли: Леонид Витошкин — обе серебряные в этюдах и задачах, Александр Ляховский — серебро в миниатюрах, бронза — в задачах, Дмитрий Камчицкий — все бронзовые награды (миниатюры, проблемы).

## Спортивные результаты
Миниатюры-64.
 Василий Гребенко — 26 очков.  Александр Ляховский — 23,75.  Дмитрий Камчицкий — 22,5. 4. Александр Коготько — 21,75. 5. Александр Перевозников — 21,0. 6. Иван Навроцкий — 20,5. 7. Александр Сапегин — 20,5. 8. Леонид Витошкин — 19,75. 9. Николай Грушевский — 14,5. 10. Борис Иванов — 14,0. 11. Пётр Кожановский — 10,75. 12. Николай Вергейчик — 6,5. 13. Владимир Бондарик — 4,0. 14. Виталий Ворушило — 0,0.
Проблемы-64.
 Виктор Шульга — 28,5.  Василий Гребенко — 28,25.  Дмитрий Камчицкий — 27,25. 4. Александр Сапегин — 26,75. 5. Иван Навроцкий — 25,75. 6. Александр Коготько — 25,0. 7. Александр Ляховский — 22,25. 8. Леонид Витошкин — 22,25. 9. Николай Грушевский — 21,0. 10. Александр Перевозников — 20,25. 11. Пётр Кожановский — 16,25. 12. Николай Вергейчик — 11,75. 13. Владимир Бондарик — 11,5. 14. Григорий Кравцов — 8,75. 15. Владимир Малашенко — 6,5. 16. Борис Иванов — 5,75. 17. Виталий Ворушило — 3,0.
Этюды-64.
 Пётр Шклудов — 30,0.  Леонид Витошкин — 23,5.  Василий Гребенко — 22,75. 4. Дмитрий Камчицкий — 17,5. 5. Александр Ляховский — 16,75. 6. Виктор Денисенко — 16,75. 7. Григорий Кравцов — 15,25. 8. Пётр Кожановский — 13,75. 9. Николай Грушевский — 12,0. 10. Николай Зайцев — 11,5. 11. Александр Коготько — 8,75. 12. Борис Иванов — 6,75. 13. Владимир Бондарик — 0,0.
Задачи-64.
 Николай Зайцев — 28,5.  Леонид Витошкин — 28,0.  Александр Ляховский — 14,0. 4. Александр Шурпин — 11,25. 5. Виктор Самарин — 9,5. 6. Борис Иванов — 7,5. 7. Николай Бобровник — 5,75. 8. Владимир Сапежинский — 5,75. 9. Пётр Шклудов — 2,5.